# Гаварин, Николай Иванович
Николай Иванович Гаварин (23 декабря 1870 — 24 апреля 1938) — священнослужитель Русской православной церкви, пресвитер. Прославлен в лике святых Русской православной церкви в 2004 году как священномученик. Память святого — 11 апреля по юлианскому календарю (24 апреля по новому стилю), 29 января (11 февраля) в Соборе Коми святых и в Соборе новомучеников Российских.

## Биография
Николай Гаварин родился 23 декабря 1870 года в городе Якобштадте Курляндской губернии, в семье псаломщика Ивана Ивановича Гаварина (1841-1906). В 1893 году окончил Рижскую духовную семинарию по первому разряду и один курс духовной академии. В конце XIX века служил псаломщиком в разных приходских церквах на территории Латвии, затем был учителем образцовой начальной школы при Рижской православной Духовной семинарии. 
15 августа 1901 года Николай Гаварин обвенчался с дочерью священника Валентиной Ивановной Богоносцевой (1881-1968). В семье было двое детей: дочь Татьяна (1903-1989) и сын Евгений (1905-1941).  
3 марта 1902 года епископом Рижским и Митавским Агафангелом (Преображенский) был рукоположен во священника. Осенью 1902 года был переведён в Гродненскую епархию и сначала был там уездным наблюдателем церковных школ. С 1903 года служил в кафедральном Софийском соборе Гродно. Проявил себя как замечательный проповедник. Во время Первой мировой войны, в 1915 году притч храма был эвакуирован в Москву и Николай Гаварин стал служить в церкви Николая Чудотворца на Щепах. Был удостоен сана протоиерея, в 1929 году получил право ношения митры. 
В 1930 году был выслан властями из Москвы, обосновался в поселке Немчиновка Московской области и стал служить в храме Рождества Христова. В 1935 году решением местных властей храм был закрыт и отец Николай Гаварин (вместе с протоиереем Алексием Соколовым и диаконом Елисеем Штольдером) переехал в село Ромашково, где служил в храме Николая Чудотворца. 29 августа 1937 года Николай Гаварин был арестован и помещён в Таганскую тюрьму. 15 сентября 1937 года тройкой НКВД по Московской области был признан виновным по статье 58-й УК РСФСР, приговорён к десяти годам заключения в исправительно-трудовом лагере и отправлен в Ухтпечлаг (Коми АССР). Скончался в лагере 24 апреля 1938 года и погребён в безвестной могиле. Новое расследование по делу отца Николая, проведённое в 1939 году, вынуждено было признать, что все приговоренные по этому делу были осуждены не правомерно, но приговор отменён не был.

## Канонизация
24 декабря 2004 года на заседании Священного синода РПЦ по представлению Московской епархии священник Николай Гаварин был причислен к лику святых новомучеников и исповедников Российских. Был установлен день его памяти — 11 (24) апреля.